# Prestige olajkatasztrófa
A bahamai MV Prestige olajszállító hajó 2002. november 13–19. között szenvedett balesetet Galicia partjainál. Az eset miatt több mint 50 000 tonna nyersolaj ömlött a tengerbe, ez Spanyolország, Portugália és Franciaország legsúlyosabb környezeti katasztrófája. 
A szennyezés több ezer kilométer hosszan szennyezte be a spanyol, francia és a portugál partvidéket, valamint nagy kárt okozott a helyi halászati iparnak. A kiömlött olaj mennyisége nagyobb volt, mint az Exxon Valdez-katasztrófában, és a magasabb vízhőmérséklet miatt nagyobb volt a toxicitás.

## A baleset

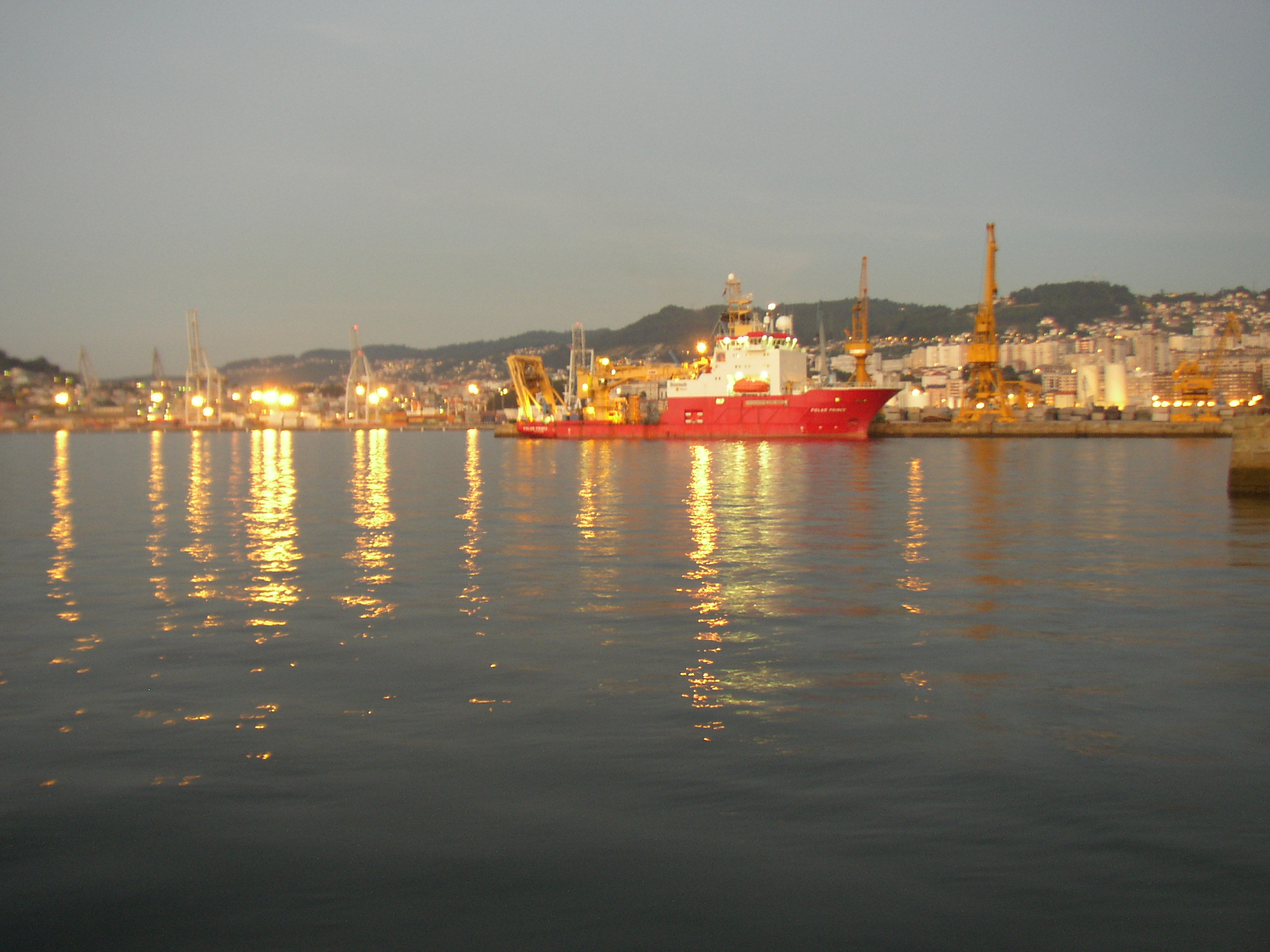
A Ria de Vigo vontatóhajó

2002. november 13-án a Prestige tartályhajó erős viharban közelítette meg Galiciát. A bahamai zászló alatt hajózó, 26 éves tanker 77 ezer tonna nyersolajat szállított. A kapitány délután vette észre, hogy (máig ismeretlen okokból) léket kaptak, és azonnal SOS vészjelzést küldött. Amikor azonban a segítség megérkezett, Apostolos Mangouras kapitány és első tisztje visszautasította a hajó elhagyását, és a 27 tagú, főként fülöp-szigeteki legénység kimentését kérte. A kapitány továbbá azt sem akarta, hogy vontassák a hajót, amíg abba a tulajdonos bele nem egyezik. 
Másnap a Ria de Vigo vontatóhajónak sikerült a Prestige-hez kapcsolódnia. A spanyol kormány az olajszállítmány kiömlésétől tartva úgy döntött, hogy a hajót vontassák távolabb a partoktól. Öt napon át északnyugat felé vontatták, észre sem véve, hogy hatalmas olajfoltokat hagy maga után. Végül november 19-én a Prestige kettétört és elsüllyedt, 250 kilométerre a parttól. Az Atlanti-óceánba ömlött körülbelül 50 000 tonna kőolaj. A Prestige roncsából 2003 augusztusáig szivárgott az olaj.
Csaknem 4 milliárd dollárnyi kárt okozott a Prestige-katasztrófa.

## Következmények

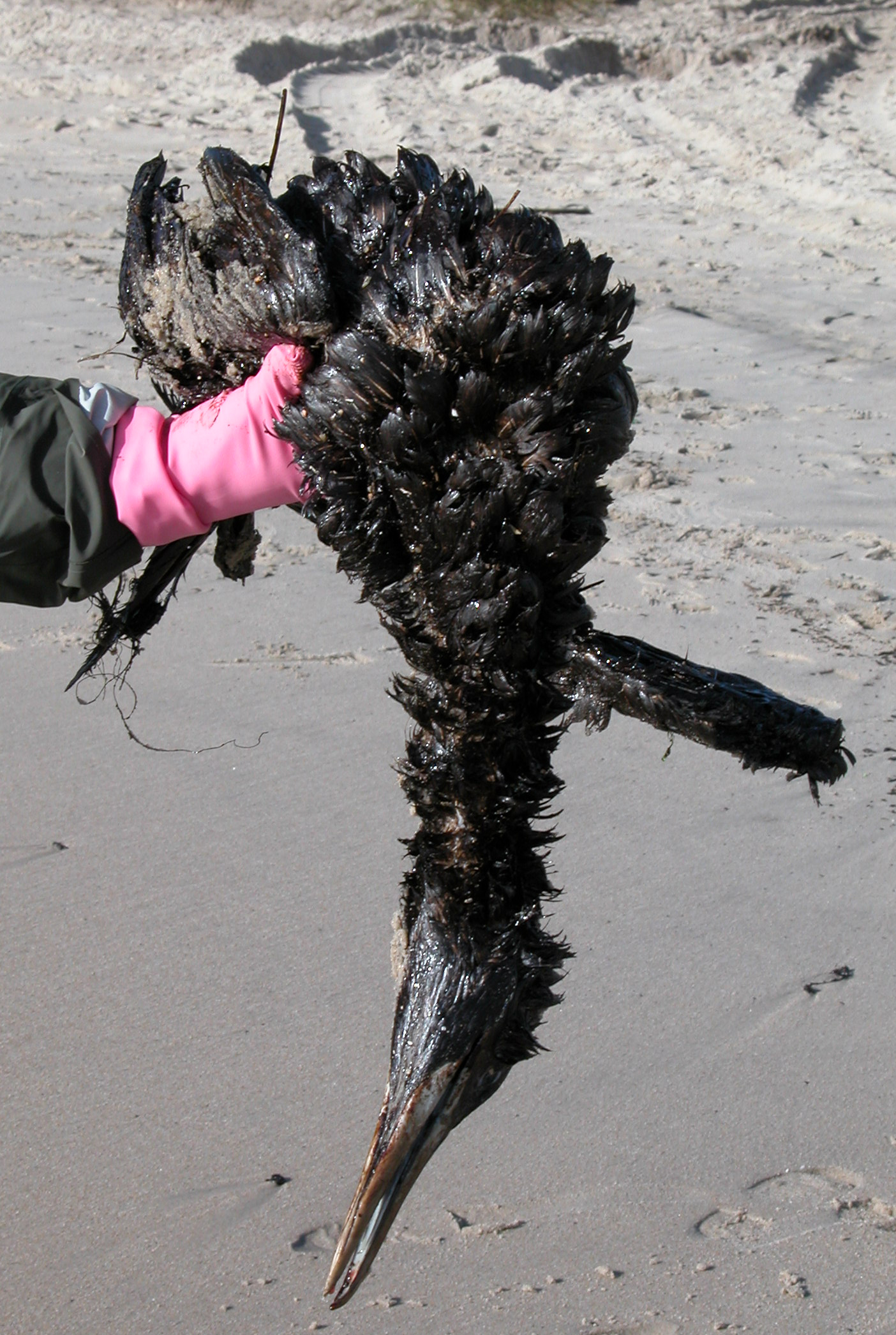
Egy olajba fulladt szula

Az olaj 1700 km hosszan szennyezte be a spanyol, portugál és francia partokat. Több tízezer hal és madár pusztult el, a halászatot hónapokra fel kellett függeszteni. Önkéntesek ezrei próbálták megtisztítani a partot, de máig sem sikerült teljesen. 
A szakértők azon vitatkoztak, hogy a spanyol kormánynak már korábban meg kellett volna kezdenie a Prestige rakományának átszivattyúzását, vontatás helyett. Kritikus véleményt fogalmazott meg Christian Bussau is. Véleménye szerint ha a parthoz viszik a hajót, egy másik olajszállítóba átpumpálhatták volna a rakományát.
Nemzetközi jogi szakértők szerint a spanyol és portugál kormány nem vétett az egyezmények ellen azzal, hogy a Prestige-t a lehető legmesszebb vontatták. Az országok megtiltották a sérült hajónak, hogy befusson bármelyik kikötőjükbe.

### Jogi következmények
2016. január 26-án a spanyolországi Legfelsőbb Bíróság két év börtönbüntetésre ítélte Mangouras kapitányt gondatlanságért, amely a balesethez vezetett. A tulajdonosokat 2017. november 15-én 1 milliárd dollár bírság megfizetésére kötelezték az olajkiömlés miatt.

## Fordítás
- Ez a szócikk részben vagy egészben  a   Prestige oil spill című angol Wikipédia-szócikk ezen változatának fordításán alapul.  Az eredeti cikk szerkesztőit annak laptörténete sorolja fel. Ez a jelzés csupán a megfogalmazás eredetét és a szerzői jogokat jelzi, nem szolgál a cikkben szereplő információk forrásmegjelöléseként.